# Biblioteca Regală din Torino
Biblioteca Regală din Torino (în italiană: Biblioteca Reale di Torino) este o bibliotecă situată sub porticurile de la parterul Palatului Regal în  nord-vestul orașulului italian Torino. A fost fondată de Carlo Alberto în 1839 când Torino era capitala Regatului Sardiniei.